# 10324 Владіміров
10324 Владіміров (10324 Vladimirov) — астероїд головного поясу, відкритий 14 листопада 1990 року.
Тіссеранів параметр щодо Юпітера — 3,484.